# Mercedes-Benz SLR McLaren

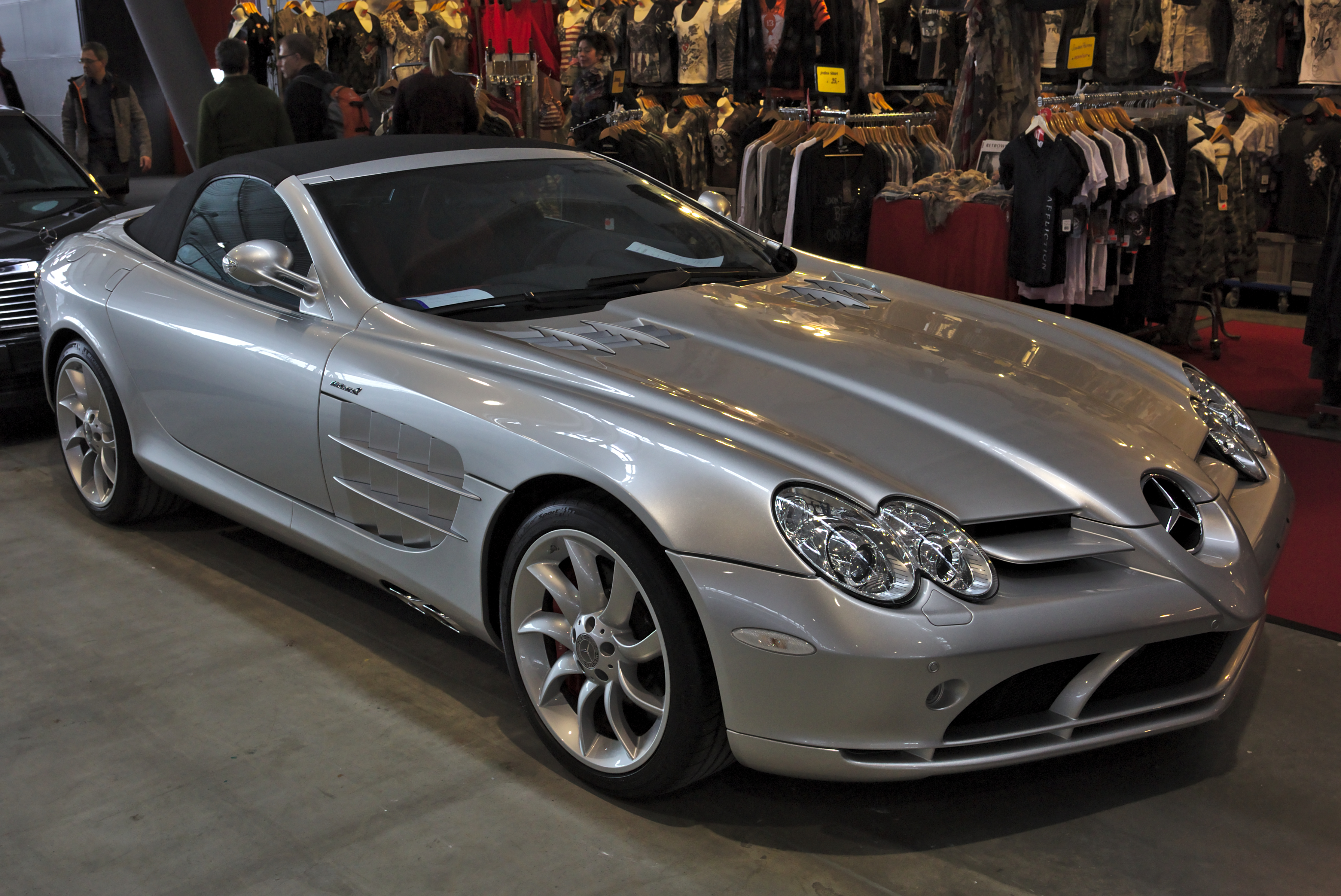
Mercedes-Benz SLR McLaren Roadster

O Mercedes-Benz SLR McLaren é um modelo superesportivo fabricado pela Mercedes-Benz entre 2003 e 2009, cujo design foi inspirado no 300 SLR Uhlenhaut Coupé dos anos 50. O SLR McLaren foi equipado com um motor V8 de 5.4 litros que o leva à máxima de 334 km/h e a ter uma aceleração de 0 a 100 km/h em 3,8 segundos. Utiliza um supercompressor McLaren, tendo também as versões mais velozes como AMG e Brabus.
A mecânica não é especialmente moderna: tem apenas três válvulas por cilindro e a caixa automática, do tipo conversor binário, possui apenas cinco relações. O seu grande trunfo tecnológico é o chassis construído manualmente, em fibra de carbono. Sua produção começou em 2003, chamado de R/C199.
Existem quatro versões: Coupé, Roadster (a menos rápida) e a 722 Edition (a mais rápida). Há também uma versão alternativa: a 722 GT, fabricada por encomenda pela empresa Ray Mallock Ltd. sob licença da Mercedes-Benz. A Mansory e a Brabus também fizeram versões alternativas do SLR McLaren.
Na época de sua produção a Mercedes-Benz detinha 40% da McLaren, com o SLR McLaren montado na fábrica da empresa britânica em Surrey, Woking, no sudeste da Inglaterra. A produção do SLR terminou em 2009, após 2.157 unidades produzidas em seis anos. Sua fabricação foi encerrada no final daquele ano devido ao fim da união entre a McLaren e a Mercedes-Benz.

## Design e mecânica

### Carroçaria
O SLR McLaren tem uma carroceria de dois lugares e duas portas que estava disponível como cupê ou conversível, se destacando pela suas portas borboleta. O modelo mistura os elementos estilísticos do SLR original da década de 1950 com detalhes do projeto dos carros de corrida da equipe McLaren Mercedes de 2003.

### Freios
O SLR McLaren utiliza um sistema de freios chamado Sensotronic, que é um sistema Brake-by-wire. Os discos de freio são de carbono-cerâmica e garantem um maior poder de parada e resistência a fadiga em relação aos discos de aço quando operados fora da temperatura ideal de uso. A Mercedes-Benz afirma que esses discos resistem a fadiga a uma temperatura de até 1200 °C. O conjunto dianteiro é composto por discos ventilados de 370 mm de diâmetro e pinças de 8 pistões. O conjunto traseiro é formado por discos de 360 mm e pinças de 4 pistões. Em condições de chuva as pinças automaticamente roçam a superfície dos discos para mantê-los secos.
Para melhorar a performance de frenagem existe também um freio aéreo, quando o freio é acionado o spoiler traseiro se eleva para 65 graus. O downforce adicional e o aumento do arrasto melhora a desaceleração em aproximadamente 90%.

### Aerodinâmica
O SLR tem aerodinâmica ativa; existe na parte traseira do carro um spoiler. O spoiler aumenta o downforce dependendo de seu ângulo de elevação (ângulo de ataque). Em velocidades superiores a 95 km/h o spoiler/breque aumenta para 10 graus (15º no 722 edition), quando requisitado pelo motorista através de um botão a elevação pode ser aumentada para 30 graus (35º no 722) para aumentar o downforce na traseira, com o custo de instantaneamente aumentar o arrasto, quando o motorista aciona o freio, o spoiler também aumenta sua angulação. Um sistema similar é usado no Bugatti Veyron.

### Motor
O carro tem um motor V8 de 5.4L e 626 CV de potência.

### Transmissão
O SLR McLaren usa a transmissão de 5 velocidades AMG SPEEDSHIFT R, que conta com três modos manuais. O motivo da escolha, pela Mercedes-Benz, de uma transmissão de 5 velocidades foi por questão da durabilidade maior dessa transmissão em relação a caixa de 7 velocidades, a qual é muito mais complexa e usa muito mais peças pois ocorre uma simultânea percorrência.

## Variantes

### SLR McLaren 722 Edition

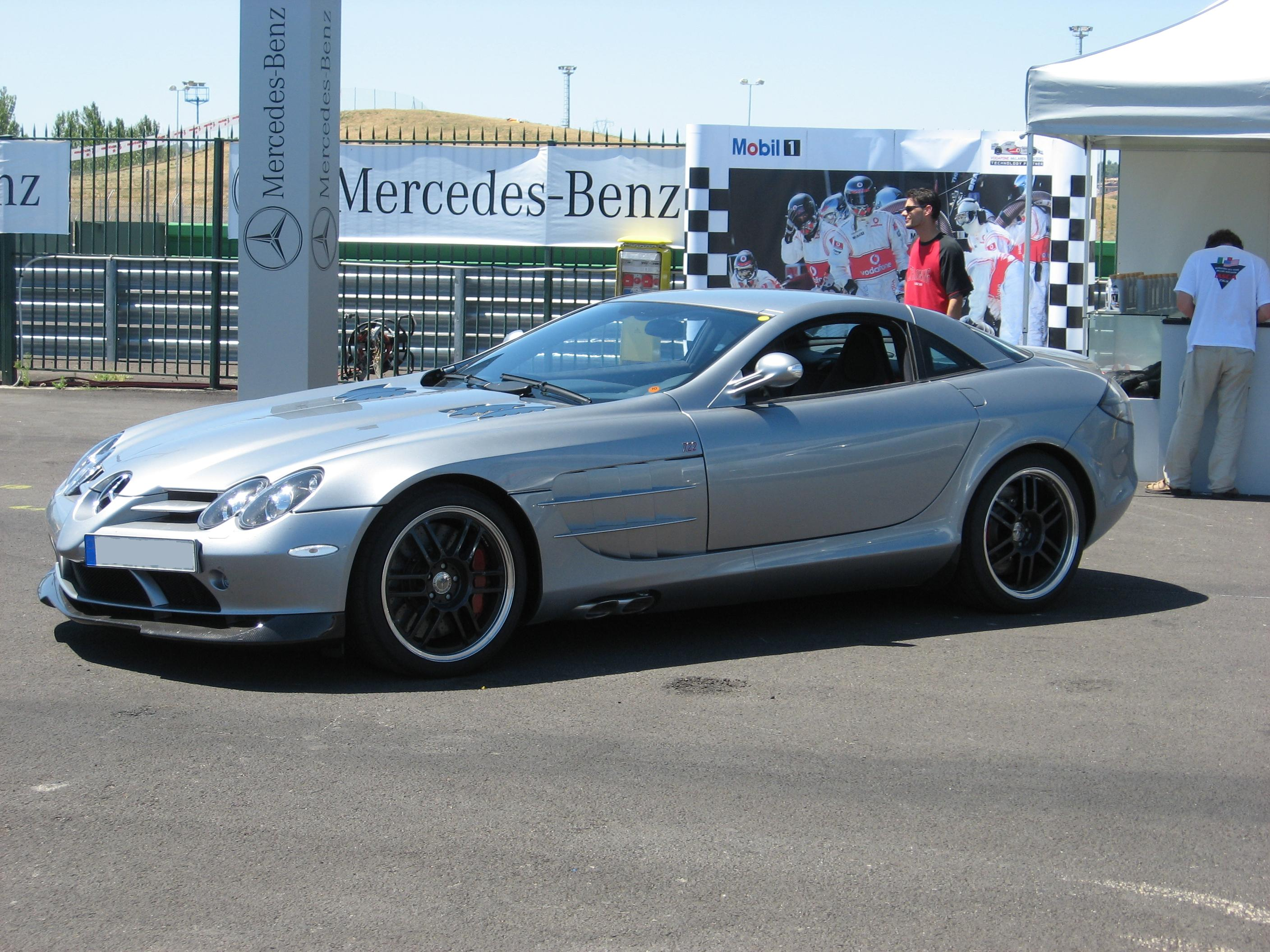
Mercedes-Benz SLR McLaren 722 Edition

Essa versão foi introduzida em 2006 e chamada de Mercedes-Benz SLR McLaren 722 Edition. Ao contrario do que muitos acham, o número 722 não se refere a potência, mas sim a vitória de Stirling Moss e seu copiloto Denis Jenkinson em um Mercedes-Benz 300 SLR com o número de largada 722 (indicando o horário de largada às 7h22m) em Mille Miglia no ano de 1955. A versão "722" inclui um motor de 650 PS (480 kW; 640 hp)@6500rpm e 820 N·m (600 lb·ft)@4000rpm, com uma velocidade máxima de 338 km/h (3 km/h mais rápido que a SLR padrão).[carece de fontes?] Rodas de liga leve de 19 polegadas foram utilizadas para reduzir o peso, também foram feitas modificações na suspensão, deixando-a mais rigida e levemente rebaixada, agora 10 mm mais próximo ao solo. Os discos dianteiros agora contam com 390 mm (15 polegadas) de diâmetro e a tomada de ar dianteira e difusores traseiros foram revistos. Algumas modificações visuais no exterior do super carro foram feitas, como as rodas de liga leve na cor preta de 19 polegadas, badges "722" na cor vermelha, lembrando o carro de corrida, e farois e lanternas diferentes.
O SLR 722 pode ir de 0 a 100 km/h em 3,6 segundos, 200 km/h em 10,2 segundos e 300 km/h em 29,6 segundos e pode alcançar uma velocidade máxima de 342 km/h. No entanto o modelo normal tem hoje em dia uma cotação mais alta.

### SLR Stirling Moss

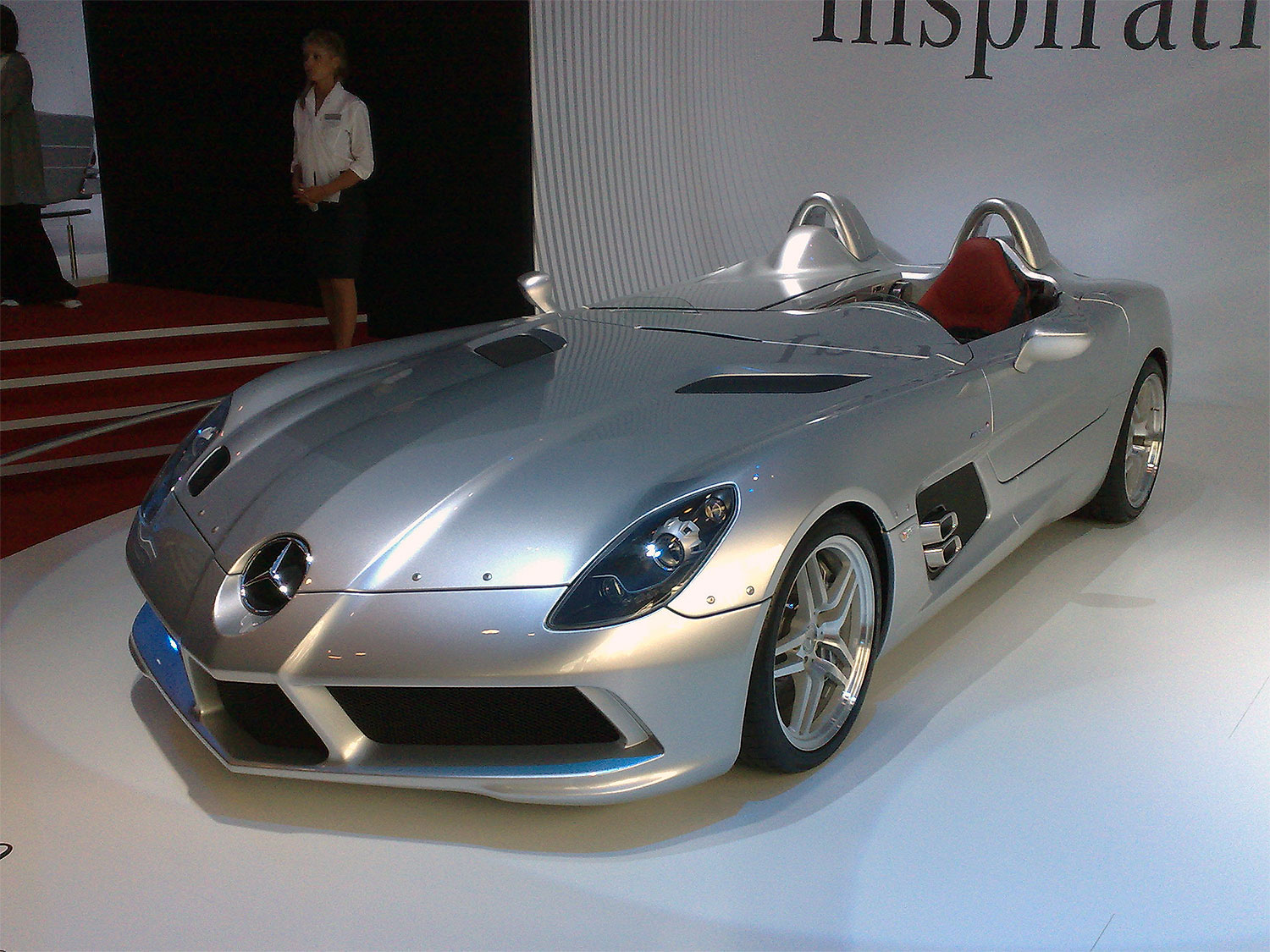
Mercedes-Benz SLR Stirling Moss

Uma edição limitada, chamada de Mercedes-Benz SLR Stirling Moss, foi lançada em 2009 e limitada a apenas 75 unidades. Era 200 kg mais leve que o SLR padrão, 0 a 300 Km/h em 26 segundos e com velocidade máxima de 350 km/h. Seu nome é uma homenagem ao ex-piloto de Fórmula 1 Stirling Moss. Esta versão foi desenhada pelo designer sul-coreano Yoon Il-hun.